# Humberto Brown
Humberto Reynaldo Brown Morrison (ur. 3 października 1984) – panamski zapaśnik walczący w stylu wolnym. Zajął piąte miejsce na mistrzostwach panamerykańskich w 2013. Złoty medalista igrzysk Ameryki Środkowej w 2006 i 2010 roku. Od 2007 roku w walkach MMA, cztery wygrane i pięć przegranych pojedynków.